# Stofskifteforsøg
|  | Denne artikel er oprettet af botten PalnaBot ud fra en ekstern database. Den kan derfor have sproglige fejl eller mangler. Denne skabelon kan fjernes efter kontrol af indholdet. |

Stofskifteforsøg er en film instrueret af Jørgen Vestergaard.

## Handling
Professor Brandt Rehberg viser, hvordan man bestemmer stofskiftet på en forsøgsperson og en mus; dernæst hos en kanin, der har fået injeceret radioaktivt jod. Det konstateres, at joden bliver opsamlet i ens skjoldbruskkirtel.